# Töplitz (Werder)
Töplitz è una frazione (Ortsteil) della città tedesca di Werder (Havel), nel Land del Brandeburgo.

## Amministrazione
La frazione di Töplitz è rappresentata da un consiglio di frazione (Ortsbeirat) di 5 membri.